# Mercury Custom
Mercury Custom — полноразмерный автомобиль, который выпускался подразделением Mercury компании Ford с 1952 по 1956 год. 

## История
Впервые Mercury Custom был представлен в 1950 году в роли преемника Mercury Eight, а выпуск начался в 1952 году. В иерархии автомобиль был расположен ниже Monterey.
За первый год было выпущено 83475 четырёхдверных седанов по заявленной цене 2040 долларов США (23406 долларов 2023 года), за которыми последовали 25812 двухдверных седанов по цене 1987 долларов США (22798 долларов 2023 года). В 1954 году итоги производства показали, что Custom уступал позиции более высококлассному Monterey, будучи при этом умеренно более дорогим, при сохраняющемся отсутствии популярности Custom в 1955 году, поскольку внедрение Montclair продолжало стимулировать продажи за пределами Custom.
К 1956 году Custom был снят с производства. Всемирную известность автомобиль этой модели получил после выхода на экраны фильма Кобра.

## Галерея

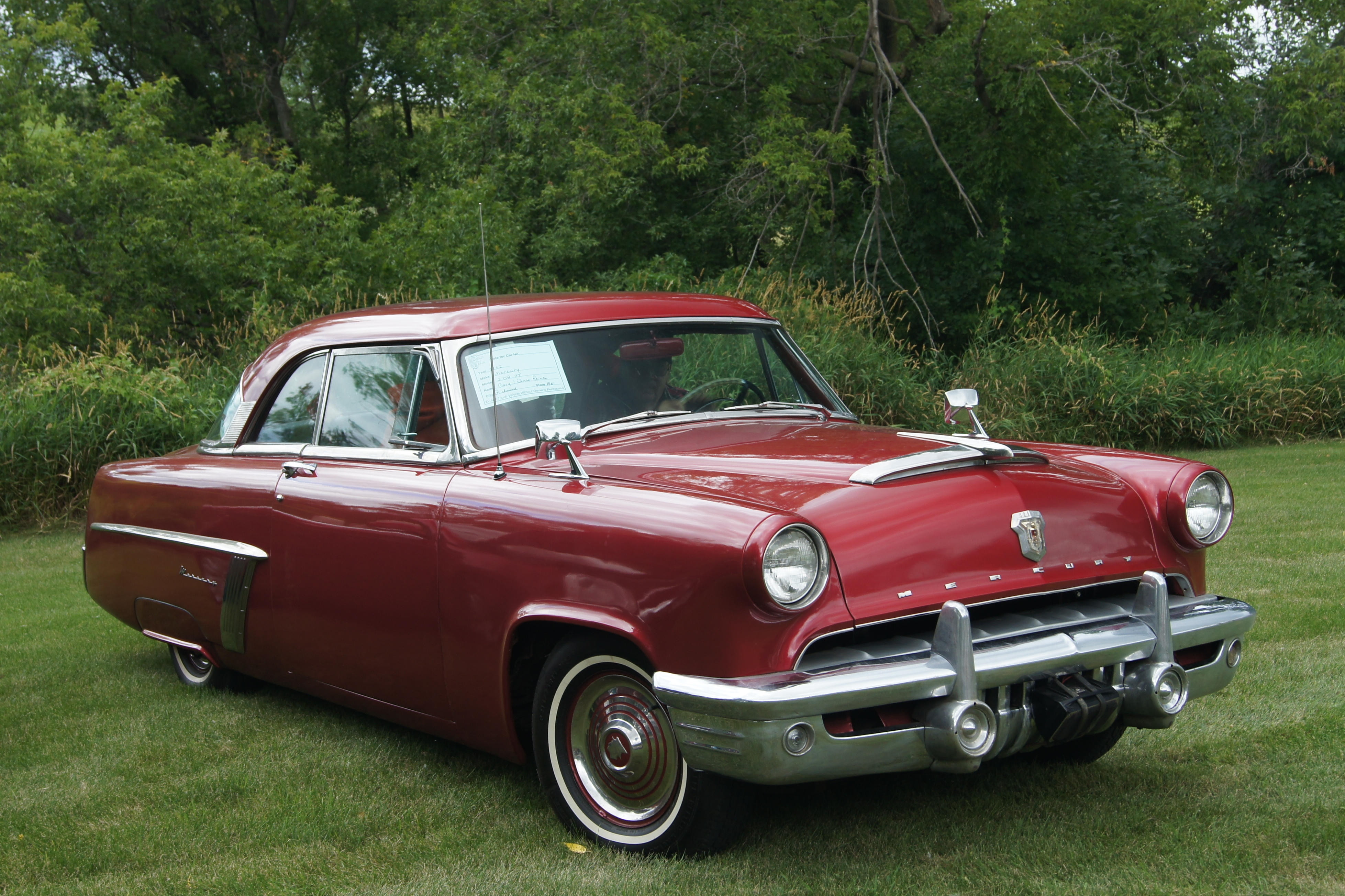
1952 Mercury Custom
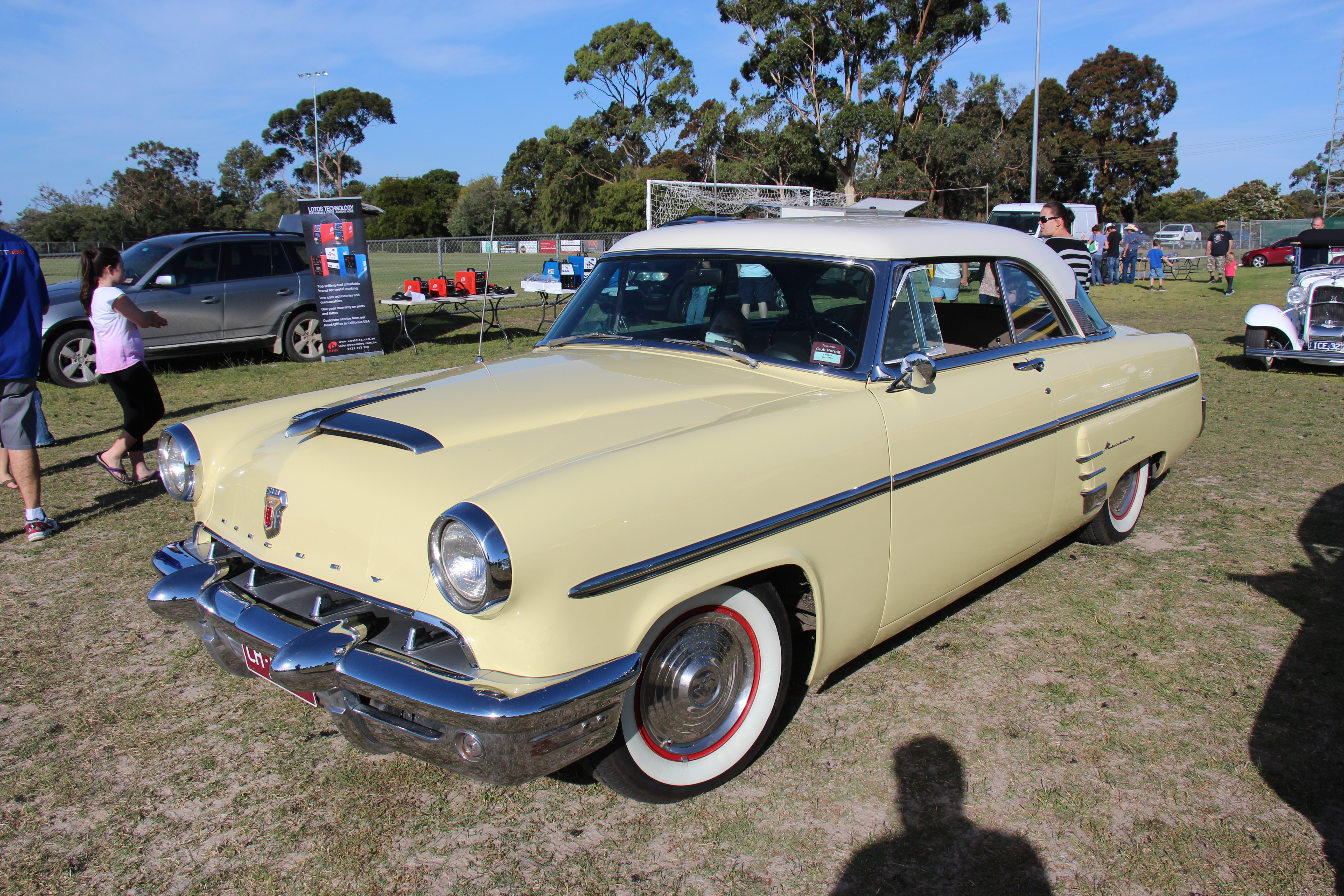
1953 Mercury Custom
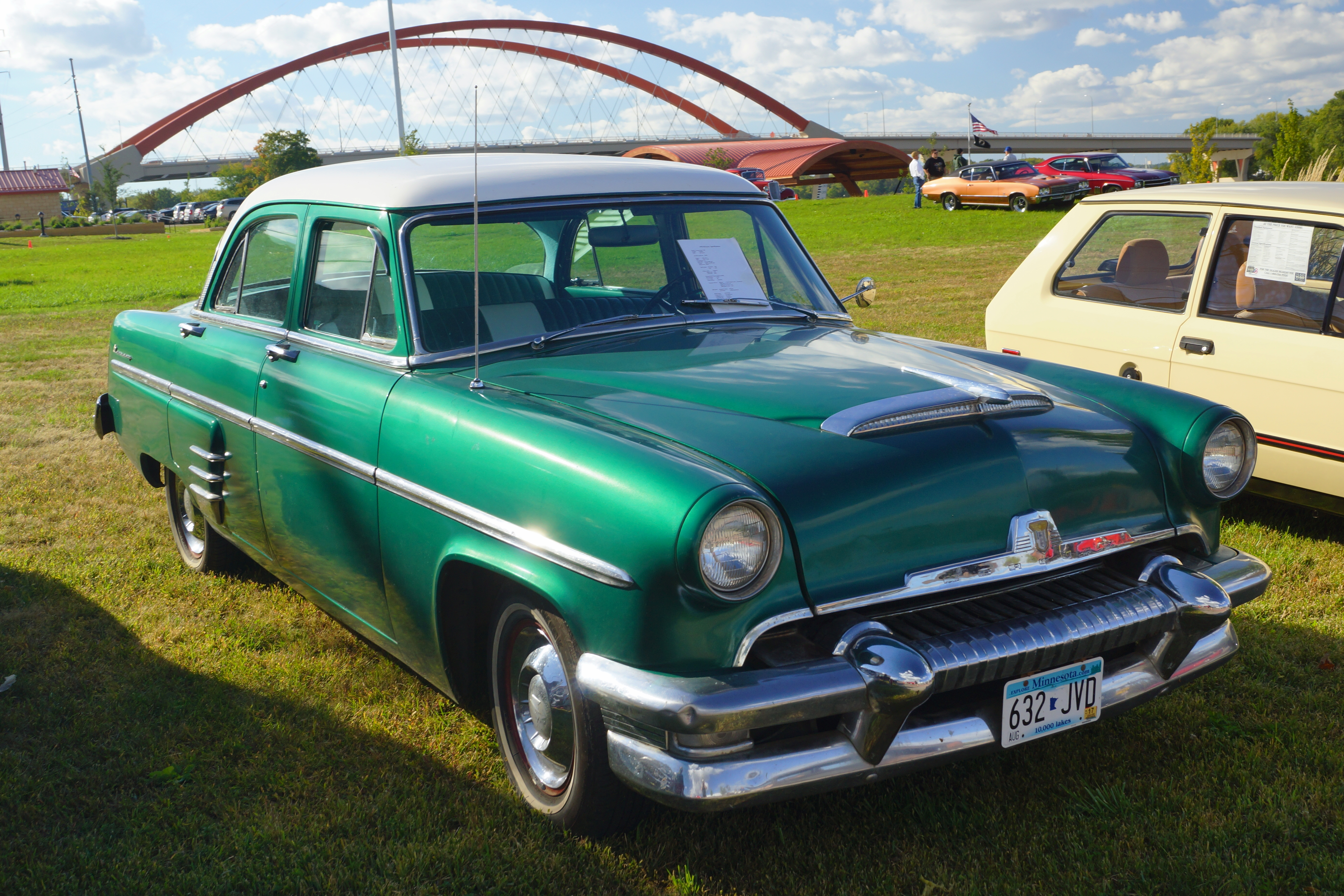
1954 Mercury Custom
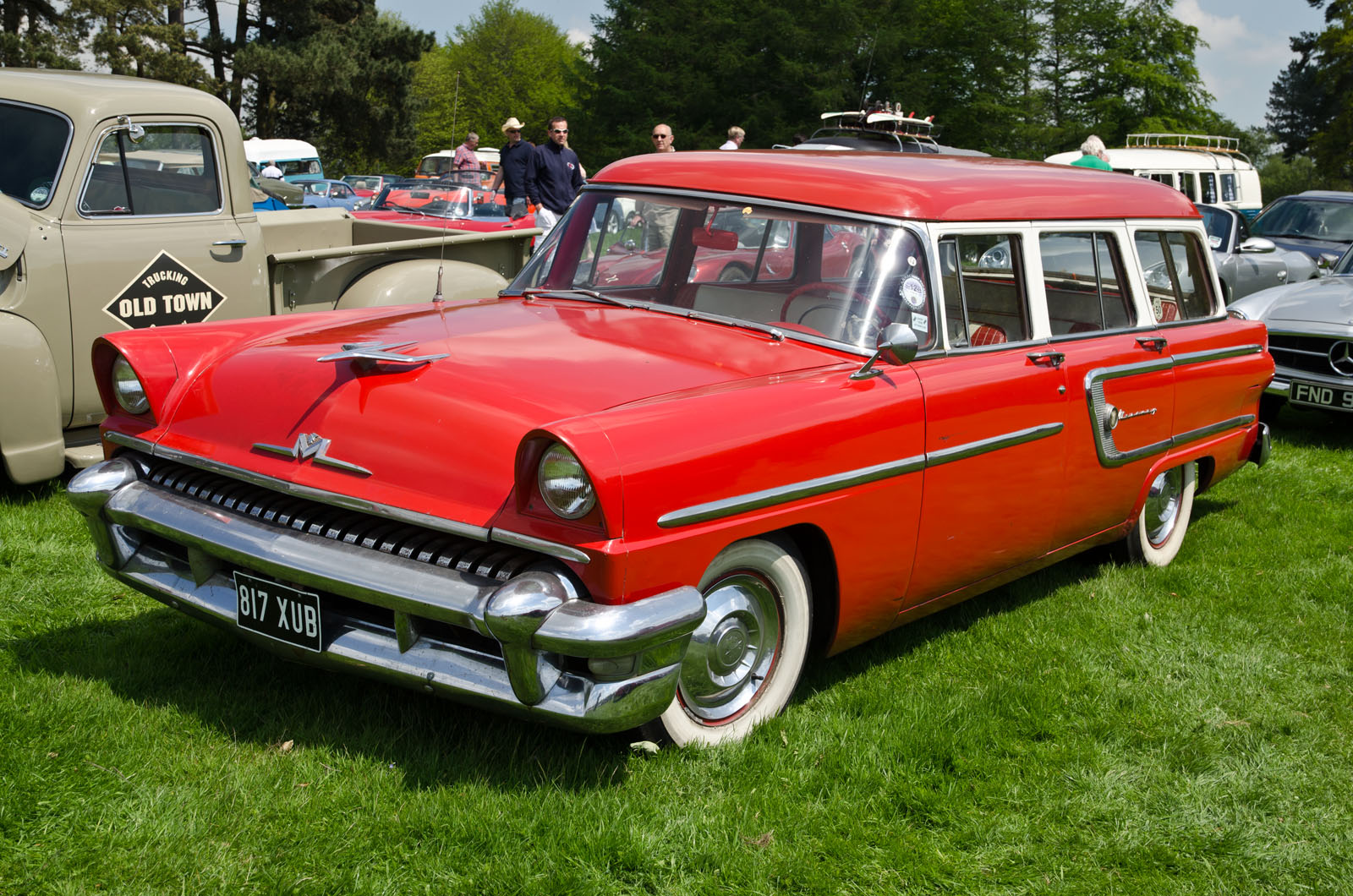
1955 Mercury Custom
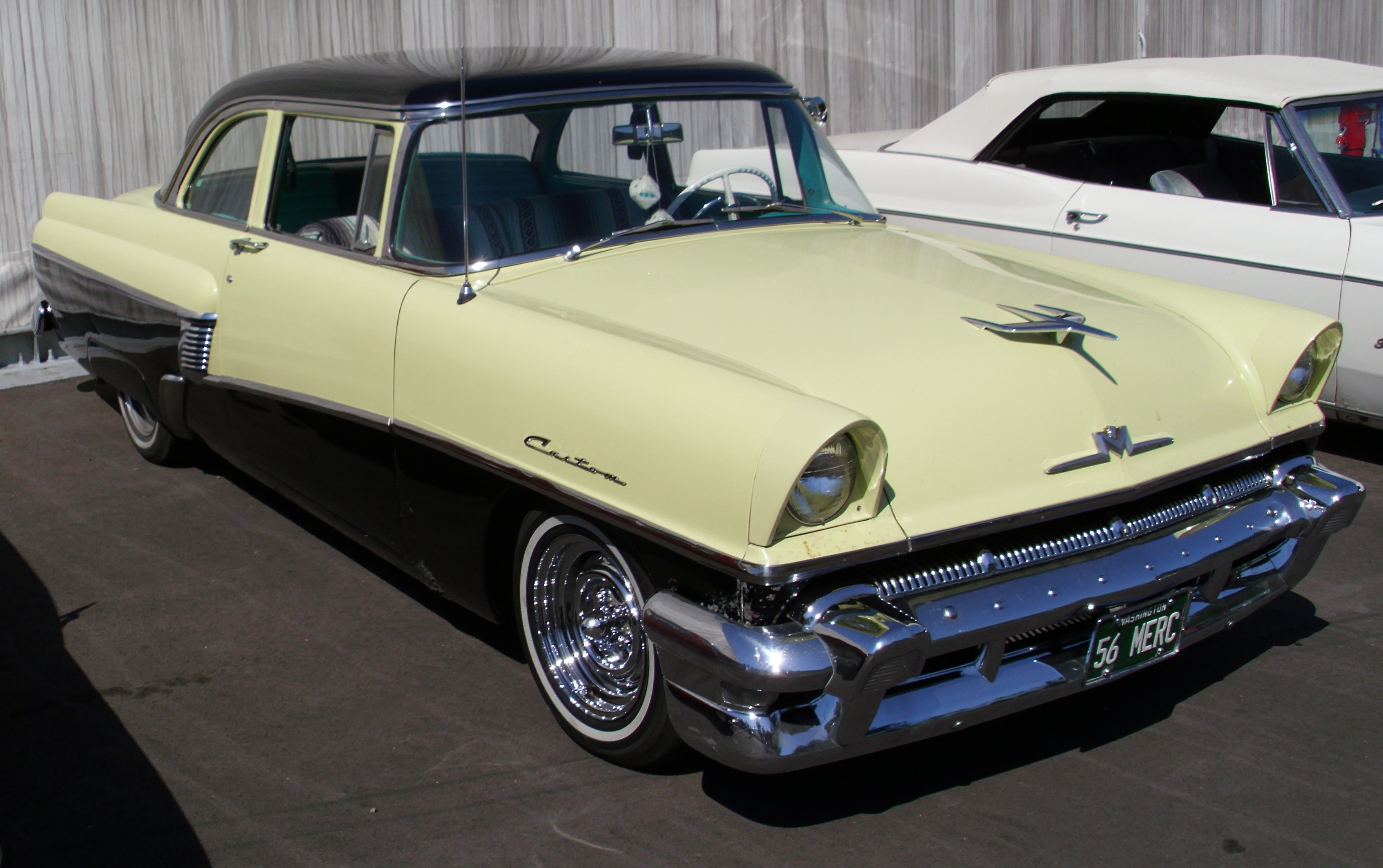
1956 Mercury Custom